# الملك لير (فلم 2018)
الملك لير (بالإنجليزية: King Lear) فيلم تلفزيوني بريطاني أمريكي لعام 2018، من إخراج ريتشارد يير. الفيلم مقتبس من مسرحية تحمل نفس العنوان من تأليف ويليام شكسبير، تم اختزالها لمدة 115 دقيقة فقط، وبثها على بي بي سي 2 في 28 مايو 2018. الفيلم من بطولة أنتوني هوبكنز، تدور أحداث الفيلم في عالم بديل، القرن الحادي والعشرين، ولندن ذات طابع عسكري للغاية ويصور المأساة التي تلت ذلك عندما أعلن الملك لير عن نهاية حكمه وانقسام مملكته بين ثلاثة بنات. قوبل الفيلم بنقد إيجابي، أشاد النقاد بتمثيل هوبكنز.

## طاقم التمثيل
- أنتوني هوبكنز: في دور لير
- إيما طومسون: في دور جونريل
- إميلي واتسون: في دور ريجان
- جيم برودبنت: في دور إيرل جلوستر
- فلورنس بي: في دور كورديليا
- جيم كارتر: في دور إيرل كينت
- أندرو سكوت: في دور إدجار (الابن الشرعي لإيرل جلوستر)
- جون ماكميلان: في دور إدموند
- توبياس مينزيس: في دور دوق كورنوال
- أنتوني كالف: في دور دوق ألباني
- كارل جونسون: في دور رجل
- كريستوفر اكليستون: في دور أوزوالد
- جون ستاندينج: في دور بتلر[5]

## أحداث الفيلم
تدور أحداث الفيلم في عالم بديل، في القرن الحادي والعشرين، وفي ذلك الزمن تكون لندن شديدة العسكرة. يدعو الملك لير عائلته في إحدى الأمسيات ليعلن تقسيم مملكته بين بناته الثلاث. تدلي الابنتان الكبيرتان، ريجان وجونيريل، بتصريحات مفتوحة حول ولائهم لأبيهم وحبهم له ويحصل كل منهما على حصة من المملكة، ومع ذلك، تجد كورديليا، الابنة الصغرى للملك، أن فعل مثل هذا البيان الشفهي سطحي وترفض إصدار إعلان مماثل، ونتيجة لذلك، فقد حُرمت من نصيبها من الميراث، الذي أصبح الآن مقسمًا بالكامل بين شقيقتيها الكبيرتين، وتُرك لكورديليا أشيائها الخاصة للبقاء على قيد الحياة.

## الإنتاج
كلفت هيئة الإذاعة البريطانية (بي بي سي) في أكتوبر 2017، باقتباس جديد لمسرحية شكسبير، في إنتاج مشترك مع استوديوهات أمازون، ومن بطولة أنتوني هوبكنز كشخصية الملك لير مع إيما طومسون وإميلي واتسون وفلورنس بوج في أدوار بناته، وبدأ التصوير في نفس الشهر.

## استقبال الفيلم
منح موقع تجميع آراء النقاد «الطماطم الفاسدة» تقييم للفيلم بلغ 91% بناء على آراء 22 ناقد سينمائي، وذكر الإجماع النقدي للموقع: «بقيادة الأداء المزدوج المذهل للسير أنتوني هوبكنز ودام إيما طومسون (دام Dame: أرقى وسام الإمبراطورية البريطانية يمنح لسيدة) ومجموعة ممثلين متفاهمة بشكل قوي، أصبح هذا الملك لير هو تكيف للرواية قابل للمشاهدة للغاية.» ومنح موقع ميتاكريتيك الفيلم درجة تبلغ 76 من أصل 100، بناءً على 6 نقاد، مما يشير إلى الآراء الإيجابية بشكل عام.
أشاد سام ولاستون من صحيفة الجارديان بأداء هوبكنز في دور لير، واعتبره "صاخبًا وفاتنًا تمامًا، إن شكسبير على التلفاز، مثل صندوق لم يتم تصميمه من أجله ولا يناسبه بالضرورة وليس دائمًا ناجح، إنه ينجح فقط كمسرحية على التلفاز، ولكن هذا الفيلم بهويته الخاصة، يحقق شيئًا بسرعة وحداثة."، كما أشاد جون أندرسون من صحيفة وول ستريت جورنال بأداء هوبكنز، وكتب إنه استمتع بمشاهدته يجز على أسنانه، ينوح ويصاب بالجنون بشكل مجيد أمام أحد أفضل الممثلين الداعمين الذين يمكن تخيلهم." أشاد مات زولير سيتز من "فالتشار" بالطاقم "الرائع" والحبكات الفرعية للقصة.

## وصلات خارجية
- مقالات تستعمل روابط فنية بلا صلة مع ويكي بيانات